# 蒲北街道
蒲北街道，是中华人民共和国河南省新乡市长垣市下辖的一个乡镇级行政单位。

## 行政区划
蒲北街道下辖以下地区：
赵滑枣村、前杨楼村、西梨园村、殷庄村、吕阵村、高寨村、杜楼村、聂店村、北堆村、南堆村、小务口村、杨滑枣村、琉璃庙村、徐屯村、张屯村、段屯村、史庄村、朱滑枣村、王庄村、邢固屯村、邢固堤村、董寨村、程庄村和闫寨村。